# Flugplatz Anspach/Taunus

i7
i11
i13
Der Flugplatz Anspach (ICAO-Code: EDFA) ist ein Sonderlandeplatz bei Neu-Anspach im Taunus.
Der Flugplatz liegt nördlich des Ortes Obernhain und des Hessenparks im Hochtaunuskreis. Er wurde 1957 zugelassen und eröffnet; Initiator war unter anderem Herrmann Zitter. 
Es dürfen Segelflugzeuge, Motorsegler, Motorflugzeuge bis 2000 kg und Hubschrauber bis 5700 kg höchstzulässiger Flugmasse hier starten und landen. Segelflugzeuge starten per Windenstart oder Flugzeugschlepp.

## Taunus Flugfest
Das zweitägige Fest findet an einem Wochenende im Spätsommer statt. Dabei finden Kunstflugvorführungen unter anderem mit Oldtimer-Flugzeugen und Flugmodellen statt. Außerdem werden Rundflüge und Tandemsprünge angeboten. Mit den Abschnitten der Eintrittskarten gibt es eine Verlosung von Freiflügen.
Am 29. August 2009 ging beim Taunus Flugfest eine von Walter Eichhorn geflogene Aero L-29 Delfin in die Geschichte des Flugplatzes ein. Sie war das erste strahlgetriebene Flugzeug, das je auf dem Flugplatz landete.
Als weiteres Highlight fanden wiederholt Rundflüge mit dem Traditionsflugzeug der Lufthansa Junkers Ju 52/3m statt. Hierbei wurde die Ju 52/3m unter anderem von Piloten der Lufthansa geflogen, die auch in Anspach selber fliegerisch aktiv sind.